# Пролей-Каша
Пролей-Каша (чув. Кив ял) — деревня в Тетюшском районе Татарстана. Административный центр Урюмского сельского поселения.

## География
Расположена между Тетюшскими и Щучьими горами на реке Кильна у места впадения в неё Урюмки, в 14 км к югу от города Тетюши и в 1,5 км от Куйбышевского водохранилища. Через деревню проходит автодорога Ульяновск — Тетюши.

## История
Деревня основана 1611 году чувашами из Свияжского уезда. В 1618 году в деревне было 39 дворов чувашских, из них 4 двора крестьянских и 5 дворов бобыльских.
Деревня упоминается в Писцовой книге Казанского уезда 1647—1656 гг..
На парижской карте 1659 года отмечен остров Пролейкаша (Proleikarva).
В 1906 году была построена Христо-Рождественская церковь.
До 1920 г. село являлось центром Пролей-Кашинской волости Тетюшского уезда Казанской губернии. С 1920 г. — в составе Тетюшского, с 1927 г. — Буинского кантонов Татарской АССР. С 10.08.1930 г. — в Тетюшском, с 04.08.1938 г. — в Больше-Тарханском, с 12.10.1959 г. — в Тетюшском районах.

## Название
Происхождение названия:
- Адам Олеарий, проплывавший мимо острова Пролейкаша вблизи Тетюш в 1636 г., так объяснял название острова: «…здесь несколько слуг, как говорят, убили своего господина и засыпали его труп крупой».
- С мордовского: «Пролей каша» - пря (вершина), лей (река), косо (где) - «где вершина на реке»[4]

## Население
Население — 304 человек (2009), из них большинство чуваши.
Число жителей: в 1782 г. — 80 душ мужского пола, в 1859 г. — 914, в 1897 г. — 1653, в 1908 г. — 2128, в 1920 г. — 2074, в 1926 г. — 1779, в 1938 г. — 1565, в 1949 г. — 1122, в 1958 г. — 1084, в 1970 г. — 833, в 1979 г. — 603, в 1989 г. — 406 чел.